# 胡祥璧
胡祥璧（1913年—2001年），男，江西兴国人，中国兽医学家，曾任中国畜牧兽医学会名誉理事长，第三届全国人大代表，第五、六、七届全国政协委员。

## 家庭
父亲胡谦。